# Lisa Monaco
Lisa Oudens Monaco (Boston, 20 gennaio 1968) è una politica e giurista statunitense, Vice Procuratore generale degli Stati Uniti dal 2021 al 2025 durante il mandato di Merrick Garland.
Membro del Partito Democratico, è stata Assistente del presidente Barack Obama per la Sicurezza Interna e l'Antiterrorismo dal 2013 al 2017.
In precedenza era stata Assistente Procuratore Generale per la Sicurezza interna dal 2011 al 2013 e Vice Procuratore Generale Associato nel Dipartimento di Giustizia dal 2009 al 2011. 
Nel 2017, Monaco divenne un'analista di spicco in materia di sicurezza nazionale per la CNN.

## Anni giovanili, istruzione, e carriera
Nata a Boston (Massachusetts), da Anthony e Mary Lou Monaco, crebbe a Newton (Massachusetts), e si diplomò alla Winsor School nel 1986. La sua famiglia di origine è italo-americana.
Monaco frequentò la Harvard University, conseguendo il Bachelor of Arts magna cum laude in storia americana e letteratura nel 1990. Dopo il diploma, lavorò come associata di ricerca presso The Wilson Quarterly al Woodrow Wilson International Center for Scholars dal 1990 al 1991, e come senior associate per lo Health Care Advisory Board, un gruppo consultivo in materia di sanità, dal 1991 al 1992. Lavorò come coordinatrice di ricerca allo United States Senate Committee on the Judiciary dal 1992 al 1994 sotto la direzione di Joe Biden, preparando il Violence Against Women Act; prima di iscriversi alla University of Chicago Law School dove era caporedattrice di University of Chicago Law School Roundtable. Finché frequentava l'università di Chicago, d'estate lavorava come stagista a Washington D.C. presso la D.C. Superior Court e allo United States Department of Justice nel 1995. Lavorò inoltre come stagista al White House Counsel nel 1996, e come summer assistant nello studio legale Hogan and Hartson, LLP, prima di conseguire il titolo di Juris Doctor in 1997. Fu ammessa alla New York Bar nel 1998.

## United States Department of Justice (2011-2013)

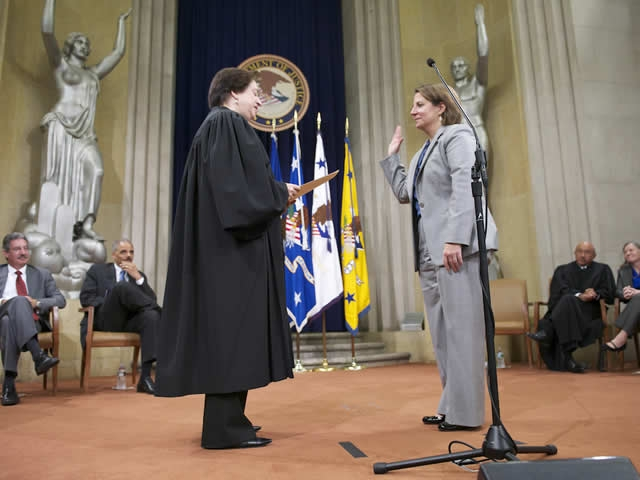
Monaco giura come Procuratore Generale Assistente per la Sicurezza Nazionale nelle mani della Giudice Associata della Corte Suprema Elena Kagan, 2011.

Dal 1997 al 1998 Monaco lavorò come assistente legale per la Giudice Jane Richards Roth alla Corte d'Appello degli Stati Uniti per il Terzo Circuito, e come consigliere legale dell'allora Procuratore generale Janet Reno dal 1998 al 2001.
Dal 2001 al 2007 fu Avvocato assistente degli Stati Uniti nell'ufficio dello Avvocato degli Stati Uniti per il District of Columbia, e fu nominata membro della Enron Task Force del Dipartimento di giustizia, contribuendo a dirigere la squadra di accusa per le udienze contro cinque ex dirigenti Enron dal 2004 al 2006.
Monaco ricevette il riconoscimento Department of Justice Award for Special Achievement ("premio per risultato speciale") nel 2002, 2003 e 2005. Ricevette lo Attorney General's Award for Exceptional service per il lavoro svolto nella Enron Task Force, il più alto riconoscimento del Dipartimento. Dopo la fine del processo Enron e dopo che il Dipartimento della giustizia ebbe disciolto la task force speciale, Monaco lavorò come consigliere speciale del Direttore dell'FBI Robert Mueller. In seguito Mueller la scelse come sua Vicecapo di Gabinetto, e poi ancora sua Capo di Gabinetto; ruolo che mantenne fino al gennaio 2009.

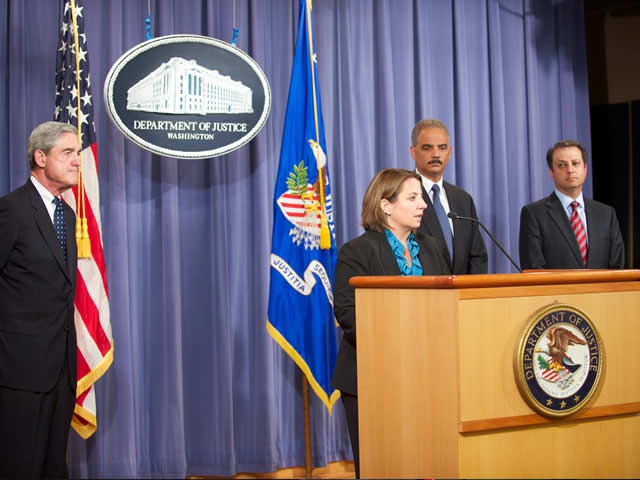
Monaco durante una conferenza stampa al Dipartimento di Giustizia.

Nel 2009 Monaco ebbe dallo United States Deputy Attorney General David W. Ogden l'incarico di Associate Deputy Attorney General competente su questioni di sicurezza nazionale. In seguito operò anche come Principal Associate Deputy Attorney General, ossia il più elevato assistente del Vice Procuratore Generale. Nel 2011 Monaco fu nominata dal presidente Barack Obama Assistant Attorney General for National Security; ciò la poneva alla guida della divisione del Dipartimento di Giustizia che presiede ai casi più importanti di controterrorismo e spionaggio, e autorizza l'uso dei mandati FISA. In tale veste coordinò l'inchiesta su Mansour Arrabbiar, per un complotto tramato dal Corpo delle guardie rivoluzionarie iraniane per uccidere l'ambasciatore saudita negli USA.. Rese anche una priorità assoluta della sua gestione la lotta agli attacchi informatici, creando, su tutto il territorio USA, la prima rete in assoluto di accusatori specializzati nella sicurezza informatica nazionale. Monaco si è adoperata in numerose azioni tendenti a far chiudere il campo di prigionia di Guantánamo.

## Homeland Security and Counterterrorism Advisor (2013-2017)

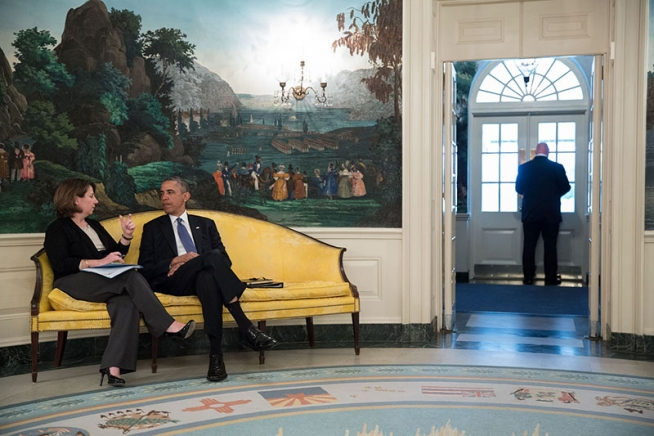
Lisa Monaco a colloquio con il presidente Barack Obama circa le indagini sull'attentato alla maratona di Boston, presso la Casa Bianca, 18 aprile 2013.

Il 25 gennaio 2013 il presidente Barack Obama annunciò che avrebbe nominato Monaco come sua Assistente per la Sicurezza Interna e l'Antiterrorismo, il consigliere capo del presidente tali questioni. 
Monaco succedette a John Brennan, nominato da Obama quale nuovo Direttore della CIA.
Monaco assunse l'incarico l'8 marzo 2013, e divenne membro effettivo dello Consiglio per la sicurezza nazionale degli Stati Uniti.
Nella sua qualità di Assistant to the President for Homeland Security, Monaco indirizzò la politica USA al contrasto delle minacce terroristiche esterne, anche indebolendo il nucleo di Al Qaida e i suoi fiancheggiatori da al-Qāʿida nella Penisola Arabica al Fronte al-Nusra, avviando lo Stato Islamico sul percorso della sconfitta nel lungo termine, e creando nei propri alleati l'attitudine a prevenire e frustrare le minacce terroristiche. Inoltre coordinò iniziative per accrescere la collaborazione con il settore privato per combattere la propaganda ISIS sul web, al contempo promuovendo una comunicazione contrapposta. Inoltre guidò una complessa iniziativa di riforma sulla politica in materia di ostaggi tra il 2014 e il 2015 per meglio allineati e e coordinare le azioni del governo USA e servire meglio le famiglie coinvolte.
Il 23 maggio 2013 Daniel Klaidman, sulle colonne del Daily Beast, riferì che un'"autorità della Casa Bianca" confermava che Monaco avrebbe "gestito le responsabilità quotidiane di Guantanamo." A fine luglio 2014 Monaco rispose alla domanda se l'ordine di tenere aperta Guantanamo sarebbe cessato quando davvero le truppe USA si fossero ritirate da Guantanamo.  Nel febbraio 2016 la Casa Bianca e il Dipartimento della Difesa presentarono al Congresso un piano organico per chiudere la struttura di detenzione della Baia di Guantanamo.

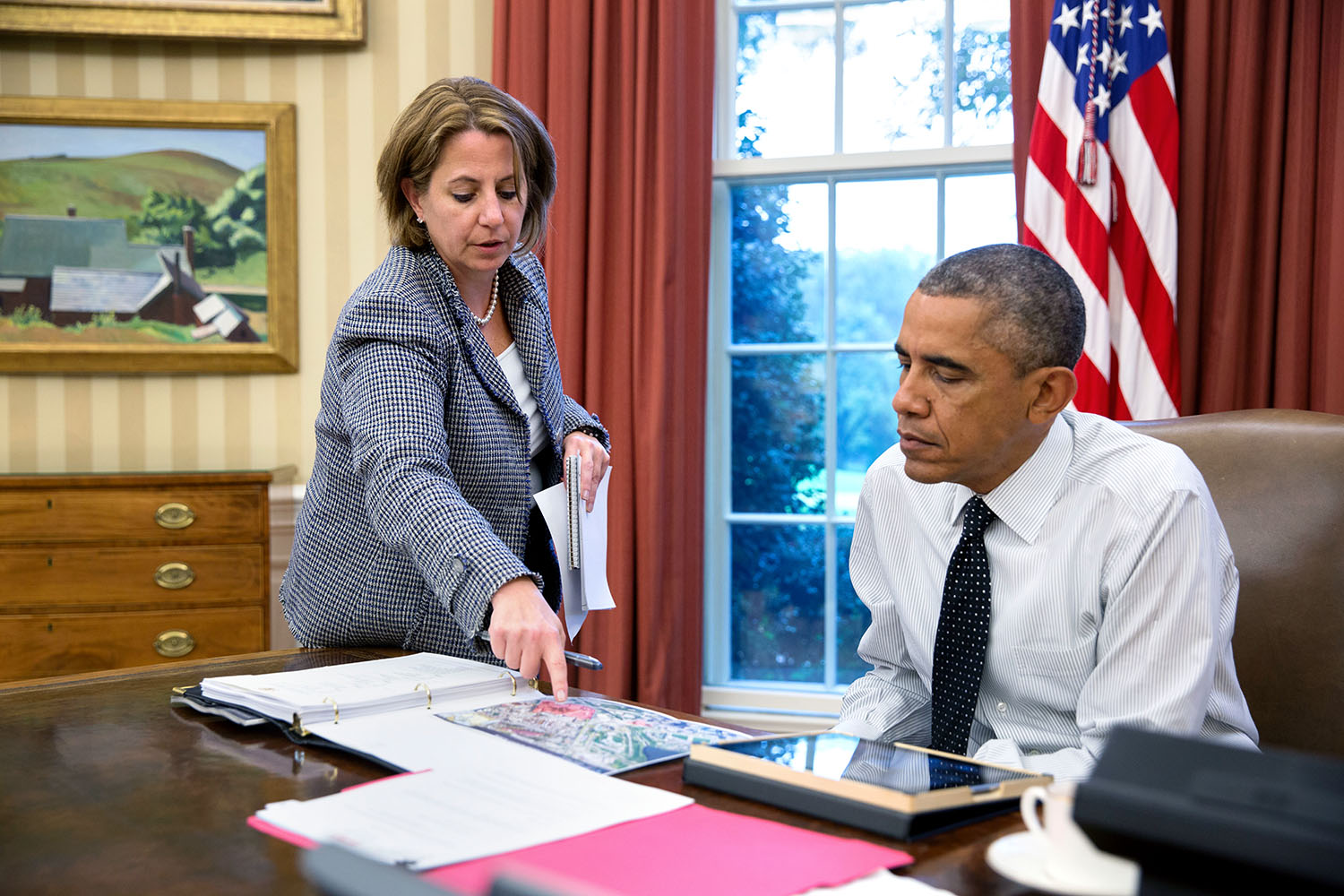
Lisa Monaco nello Studio Ovale con Barack Obama, ottobre 2014.

Nel ruolo di Homeland Security Advisor, Monaco era anche il consigliere capo del presidente Obama per la sicurezza informatica. Guidò la decisione politica di creare il Cyber Threat Intelligence Integration Center sotto l'Office of the Director of National Intelligence nel 2015, per fornire un'analisi integrata ad ampio spettro delle informazioni sulle minacce informatiche straniere e sugli incidenti che riguardano gli interessi nazionali USA, sul modello del National Counterterrorism Center per quanto riguarda le minacce terroristiche. Contribuì pure a sviluppare il Cybersecurity National Action Plan, che fu varato nel febbraio 2016, per guidare le azioni che il governo USA avrebbe preso nella restante durata dell'amministrazione Obama e mettere in atto una strategia di sicurezza informatica di lungo periodo — sia nel governo federale sia nelle varie parti del Paese. Nel luglio 2016 Monaco tenne un discorso alla International Conference on Cyber Security, descrivendo le politiche dell'amministrazione Obama e annunciando la sua nuova direttiva che definiva il modo in cui il governo federale reagisce agli incidenti informatici significativi.
Infine, durante il suo ufficio come consigliere capo del presidente Obama per la sicurezza nazionale, Monaco gestì le azioni degli Stati Uniti contro l'ebola e coordinò le iniziative di allerta di tutto il governo per scongiurarne la diffusione negli Stati Uniti. Nel gennaio 2017 Monaco guidò il Principal-Level Exercise, che radunava dirigenti entranti e uscenti del governo USA per condividere le lezioni apprese in precedenti crisi e discutere le migliori pratiche in preparazione delle future situazioni critiche.